# Квінн Бакнер
Вільямс Квінн Бакнер (англ. William Quinn Buckner, нар. 20 серпня 1954, Фінікс, Іллінойс, США) — американський професіональний баскетболіст, що грав на позиції розігруючого захисника за декілька команд НБА. Гравець національної збірної США. Чемпіон НБА, олімпійський чемпіон Монреаля 1976. Згодом — баскетбольний тренер.

## Ігрова кар'єра
Починав грати у баскетбол у команді старшої школи Торнбриджа (Долтон, Іллінойс). Двічі приводив її до чемпіонства штату. На університетському рівні грав за команду Індіана (1972–1976). На першому курсі допоміг команді пробитися до Фіналу чотирьох, а на четвертому вже став чемпіоном NCAA у її складі.
1976 року був обраний у першому раунді драфту НБА під загальним 7-м номером командою «Мілвокі Бакс». Граючи в коледжі також в американський футбол, він також був вибраний на драфті НФЛ командою «Вашингтон Редскінз». Проте зробив свій вибір на користь баскетболу. Того ж 1976 року, влітку, виграв золото Олімпійських ігор у складі збірної США, граючи в одній команді з такими гравцями як Едріан Дентлі, Мітч Купчак та Скотт Мей. Професійну кар'єру розпочав 1976 року виступами за тих же «Мілвокі Бакс», захищав кольори команди з Мілвокі протягом наступних 6 сезонів.
З 1982 по 1985 рік також грав у складі «Бостон Селтікс», куди був обміняний на Дейва Коуенса. 1984 року допоміг команді виграти титул чемпіона НБА, коли «Бостон» у фіналі НБА обіграв «Лос-Анджелес Лейкерс». 1985 року ця пара знову зустрілась у фіналі, проте цього разу перемогу святкували «Лейкерс».
Останньою ж командою в кар'єрі гравця стала «Індіана Пейсерз», до складу якої він приєднався 1985 року в обмін на Джеррі Січтінга, і за яку відіграв один сезон.

## Кар'єра коментатора
Після завершення ігрової кар'єри став баскетбольним коментатором та працював на телеканалах ESPN та NBC. Він також працював на CBS Sports

## Тренерська робота
1993 року став головним тренером команди «Даллас Маверікс», в якій пропрацював один рік.

### Тренерська статистика
| Команда           | Сезон   | G  | W  | L  | W–L% | Місце                    | PG | PW | PL | PW–L% | Результат            |
| ----------------- | ------- | -- | -- | -- | ---- | ------------------------ | -- | -- | -- | ----- | -------------------- |
| «Даллас Маверікс» | 1993–94 | 82 | 13 | 69 | .159 | 6-е в Середньо-Західному | –  | –  | –  | –     | не вийшли до плей-оф |
| Усього            |         | 82 | 13 | 69 | .159 | align="center"           | –  | –  | –  | –     |                      |